# Oscar Carré Trofee
De Oscar Carré Trofee is de hoogste Nederlandse circusonderscheiding, meestal uitgereikt voor het gehele oeuvre van een circus of de inzet van een persoon of organisatie voor het circus in het algemeen. Het is de Nederlandse circus Oscar.

## Winnaars
- 1981: Familie Bügler
- 1982: Pierino
- 1983: Yasmine Smart (Paardendresseur, kleindochter van Billy Smart).
- 1984: Willy Mullens (Paardendresseur, zoon van circusdirecteur en tourneemanager Jos Mullens).
- 1985: Marco en Philip Peeters (Acrobaten op het dubbele rad des doods).
- 1986: Fredy Knie jr.
- 1987: Alberto Althoff
- 1988: Alexis Gruss jr.
- 1989: Banda Vidane (Olifantentrainer).
- 1990: The Flying Vazquez (Eerste vliegende trapeze met een 4-voudige salto).
- 1991: Stichting Cirque d'Hiver (Roermond).
- 1992: Vliegende Trapeze van het Nationaal Circus van Pyong Yang.
- 1993: Flavio Togni (American Circus)
- 1995: Herman Renz jr.
- 1996: Géraldine-Katharina Knie
- 1997: Gerd Siemoneit-Barum[1]
- 2000: Circusdirecteur en dresseur Louis Knie sr.
- 2002: Lucien Gruss
- 2005: Martin Hanson (Directeur Wintercircus Martin Hanson, voorzitter European Circus Association).
- 2010: Gehele circusdirectie van het Nederlands Nationaal Circus Herman Renz.
- 2012: Arie Oudenes van de European Circus Association (ECA),
- 2014: Henk van der Meijden
- 2018: Menno & Emily van Dyke, Juggling Tango
- 2019: Fernand Banning (Tourneemanager, Producent Kerstcircus Ahoy)
- 2022: Organisatie Circusstad Festival Rotterdam
- 2024 Kevin van Geet (Circusproducent / Circusdirecteur Circus Harlekino, Kerst Circus Etten-Leur & Tilburgs Winter Circus)
- 2025: Maurice Veldkamp (Directeur Magic Circus, 32 jaar lang spreekstalmeester van Kerstcircus Ahoy)[2]